# Chelonus salomonis
Chelonus salomonis är en stekelart som beskrevs av Cameron 1911. Chelonus salomonis ingår i släktet Chelonus och familjen bracksteklar. Inga underarter finns listade i Catalogue of Life.